# Хоукс, Чесни
Чесни Ли Хоукс (англ. Chesney Lee Hawkes, родился 22 сентября 1971) — британский поп-певец, автор песен, по совместительству актёр. Наиболее известен своим синглом 1991 года «The One and Only», возглавившим чарты в Великобритании и попавшим в лучшую десятку в США

## Жизнь и карьера
Хоукс родился в Виндзоре, Беркшир, и посещал чартерную школу в Саннингдейле. Чесни был назван в честь певца и комедианта Чесни Аллена. Его отец, певец Лен Хоукс состоял в группе 1960-х The Tremeloes. Его мать — актриса/ведущая игрового шоу, Кэрол Дилворт. Кили Хоукс, его сестра, была ведущей певицей группы '90-х Transister, потом автором песен в Лос-Анджелесе.
Хоукс начал свою карьеру в 19, когда сыграл главного персонажа в фильме Buddy’s Song. В марте 1991-го он выпустил свой лучший сингл «The One And Only». Написанная Ником Кершау песня позже появилась в титрах фильма Доктора Голливуд (1991). Сингл провёл пять недель на первом месте. Хоукс также выпустил 8 синглов, среди них «I’m a Man Not a Boy» и «Another Fine Mess.»
В 1993 его сингл «What’s Wrong With This Picture?» достиг 63-го места в Великобритании, а его совместная работа с Адамом Шлезингером в 2002 из Фонтанов города Wayne, «Stay Away Baby Jane», достигла 74-го места в хит-параде синглов Великобритании.
Хоукс вернул внимание к себе прессы своим участием в спортивном шоу 4 канала великобритании «The Games» в марте 2005, в котором он выиграл бронзовую медаль. Он также принял участие в программе ITV Hit Me Baby One More Time в апреле 2005. В мае 2005 он выпустил сингл «Another Fine Mess», который достиг 48-й строчки хит-парада; это был самый продаваемый сингл десятилетия.
Хоукс был приглашён в проект под названием Lexus Symphony Orchestra. Хоукс сочинил два оригинальных музыкальных фрагмента, которые исполнил Лондонский симфонический оркестр в Касл-Ховард и Crystal Palace в августе 2007.
В июне 2006 Хоукс появился на летнем балу университета Эксетера.
Хоукс организовал слёт композиторов в Исландии под названием Songfusion. Он также часто работал с комедиантом Тони Хоуксом над песнями.
В июне 2008 он выступал на выпускном балу в университете Саутгемптона.
Хоукс появился в новом музыкальном шоу Не могу улыбаться без тебя (с песнями Барри Манилоу). В шоу Хоукс играет роль Тони Ловимана, который влюбляется в девушку Мэнди, когда посещает Нью-Йорк. Всё становится хуже, когда Тони зверски атакуют ночью возле клуба. Музыкальная тема включает около 40 песен Барри Манилоу. Национальный тур начинается в Liverpool Empire Theatre 15 сентября 2008 до выступлений в West End theatre.
Хоукс ненадолго показался в корзине подъёмника на Celebrity Big Brother (показанного 8 января 2009) на 4 канале.
Хоукс появился на майском балу Аберистуитского университета вместе с The Zutons, в Понтргидфендигайде и на музыкальном фестивале Гластонбаджет в Лестершире в мае 2009.
Хоукс выступал в университете Эксетера и в балу новичков Университета Рединга в октябре 2009.

## Дискография

### Альбомы
- The Buddy’s Song Soundtrack/The One and Only (название в США) (1991) #18 UK
- Get The Picture (1993 — только Европа)
- The Very Best Of (2005) — только Великобритания)
- Another Fine Mess (2007)
- Me My Mouse & I (2009)

### Синглы
- «The One And Only» (Февраль 1991) #1 UK, #10 U.S.[3]
- «I’m a Man Not a Boy» (Июнь 1991) #27 UK
- «Secrets of the Heart» (Сентябрь 1991) #57 UK
- «Feel So Alive» (Ноябрь 1991) не был в чартах
- «What’s Wrong With This Picture» (Май 1993) #63 UK
- «Stay Away Baby Jane» (Январь 2002) #74 UK
- «Another Fine Mess» (Май 2005) #48 UK

## Фильмография
- Buddy’s Song (Май 1991)
- Prince Valiant (1998)
- Также в открывающих титрах Доктора Голливуд (1991)
- Песня будильника, разбудившего Сэма в Луна 2112 (2009)